# آداپرومین
آداپرومین (انگلیسی: Adapromine) یک داروی ضد ویروسی از گروه آدامانتان مربوط به آمانتادین، ریمانتادین و ممانتین است. این دارو در درمان و پیشگیری از آنفلولانزا است. این دارو یک آنالوگ آلکیل ریمانتادین است و از نظر فعالیت ضد ویروسی شبیه ریمانتادین است، اما دارای طیف وسیع‌تری از اثر است و در برابر ویروس های آنفلوانزای هر دو نوع A و B موثر است.